# كاربونيريا
كاربونيريـّا (Carboneria) أو مُشعلو الفحم ويسمى أعضاءها كاربوناري (Carbonari)، جمعية سرية إيطالية تأسست في نابولي خلال بدايات القرن التاسع عشر لتحقيق أهداف قومية وتحررية، ولعبت دورا بارزاً في توحيد إيطاليا وفي الأيام الأولى للوطنية الإيطالية.

## التاريخ
ولدت أصلا كشكل لمناهضة سياسة جواكينو مورات النابليوني، وتبعتها حركات مشابهة في فرنسا وإسبانيا، بهدف الحرية السياسية والحصول على دستور في البلدان الأوروبية.
بعد سقوط مورات، تصارعت مع فرديناندو الأول ملك الصقليتين، الذي نسي وعوده بعد جلوسه على العرش بالعدالة والحرية أيام منفاه. وانتشرت الحركة في الشمال أيضا خصوصا في لومبارديا وإميليا رومانيا بفضل مجهودات فيليبو بووناروتي (الذي لم يكن كاربونارياً ولكنه كان يتفق مع الكاربونيريا)، غداة مؤتمر فيينا عام 1815 أخذت الحركة طابع الوطنية والمناهضة للنفوذ النمساوي. وكانت لها دور فعال في تنظيم الثورة في إيطاليا عوام 1820-1821 و1831.

### حركة 1821-1822
عام 1820 حوّل الكاربوناريون لأول مرة أقوالهم إلى أفعال، منظمين اجتجاجات في نابولي ضد الاستبداد وللمطالبة بستور ليبرالي مستلهمة ما حدث في قادش في الأول من يناير من ذلك العام : سار ميكيلي موريلي وجوزريبي سيلفاتي (و انضم إليهم جنرالات آخرين مثل غولييلمو بيبي) في الأول من يوليو من نولا نحو عاصمة كامبانيا على رأسهم فيلق الفرسان.
قَبـِل الملك فرديناندو الأول المرعوب من الاحتجاجات بمنح دستور وإقامة برلمان. النصر وإن كان جزءياً وخداعياً وواضحاً، إلا أنه أنعش آمال الكاربوناريين في شبه الجزيرة وتورينو، فساروا نحو عاصمة مملكة سردينيا بقيادة سانتوري سانتاروزا، وفي 21 مارس 1821 تحصلوا على دستورٍ ديموقراطي.
بيد أن الرابطة المقدسة لم تكن لتتسامح مع هذا الوضع، فأرسلت في فبراير من عام 1821 جيشاً إلى الجنوب، فانهار الثوار الأقل عدداً وعتاداً. وفي بييمونتي كان الملك فيتوريو إمانويلي الأول متردداً فيما يجب أن يفعل فتنازل لأخيه كارلو فيليتشي عن العرش، والذي استعان بالتدخل النمساوي : فهزم الجيش الهابسبورغي في الثامن من إبريل الثوار، وانتهت حركة 1821-1822 التي قادتها بشكل كامل تقريبا الكاربونيريا إلى الفشل.
من بين القادة الرئيسيين للكاربونيريا : أُعدم موريلي وسيلفاتي، ونفي بيبي، وسُجن كونفالونييري وبيليكو ومارونشيلي.

### حركة 1830 ونهاية الكاربونيريا
و لكن الكاربوناريون لم يخسروا الحرب، حيث شاركوا عام 1830 في ثورة يوليو المؤيدة لسياسة الملك الليبرالي لويس فيليب : متحمسين بانتصار الانتفاضة الباريسية، حمل الكاربوناريون الإيطاليون كذلك السلاح ضد بعض دول شمال الوسط، خصوصاً الدولة البابوية ومودينا.
في العاصمة الإميلية تولى تشيرو مينوتي عنان المبادرة، سعياً للحصول على دعم فرانشيسكو الرابع دوق موينا، والذي تتظاهر بالرد إيجاباً في مقابل حصوله على لقب ملك إيطاليا العليا : وفي الواقع كان الدوق يلعب على لعبة مزدوجة وبقيت مينوتي أعزل تقريبا، واعتقل قبل يوم المحدد للانتفاضة. بناءً على اقتراح رجل الدولة النمساوي كليمنس فون ميرترنيش لفرانشيسكو الرابع حكم على مينوتي بالإعدام مع العديد من حلفائه.
بينما بدأت الثورة في الدولة الكنيسة في فبراير 1831، بتحريض بعض المدن مثل بولونيا، ريدجو إميليا وإيمولا وفاينسا وأنكونا وبارما فيرارا حيث ساعد الكاربوناريون المواطنين في رفع العلم ثلاثي الألوان وأنشئوا حكومة مؤقتة. ذُبحت ميليشيا متطوعين كان ينوي الكاربوناريون السير بها نحو روما على يد قوات نمساوية دعاها لإنقاذه البابا غريغوري السادس عشر. وقُضي حتى على هذه الانتفاضة.
إقنعت هذه الهزيمة العديد من الكاربوناريين أنه من غير الممكن منافسة النمسا خصوصا وحدهم عسكريا، إحدى القوى الكبرى في القارة العجوز : أسس جوزيبي ماتسيني أحد أدهى الكاربوناريين وهو في المنفى بمرسيليا جمعيةً سرية جديدة تدعى إيطاليا الفتاة (Giovine Italia) ضمت العديد من الأعضاء السابقين في الكاربونيريا التي صارت دون أنصار تقريبا، وعمليا لم يعد له وجود، رغم أن التاريخ الرسمي لهذه الجمعية المهمة استمر مجهداً حتى عام 1848.